# Marienkirchstraße 9 (Mönchengladbach)

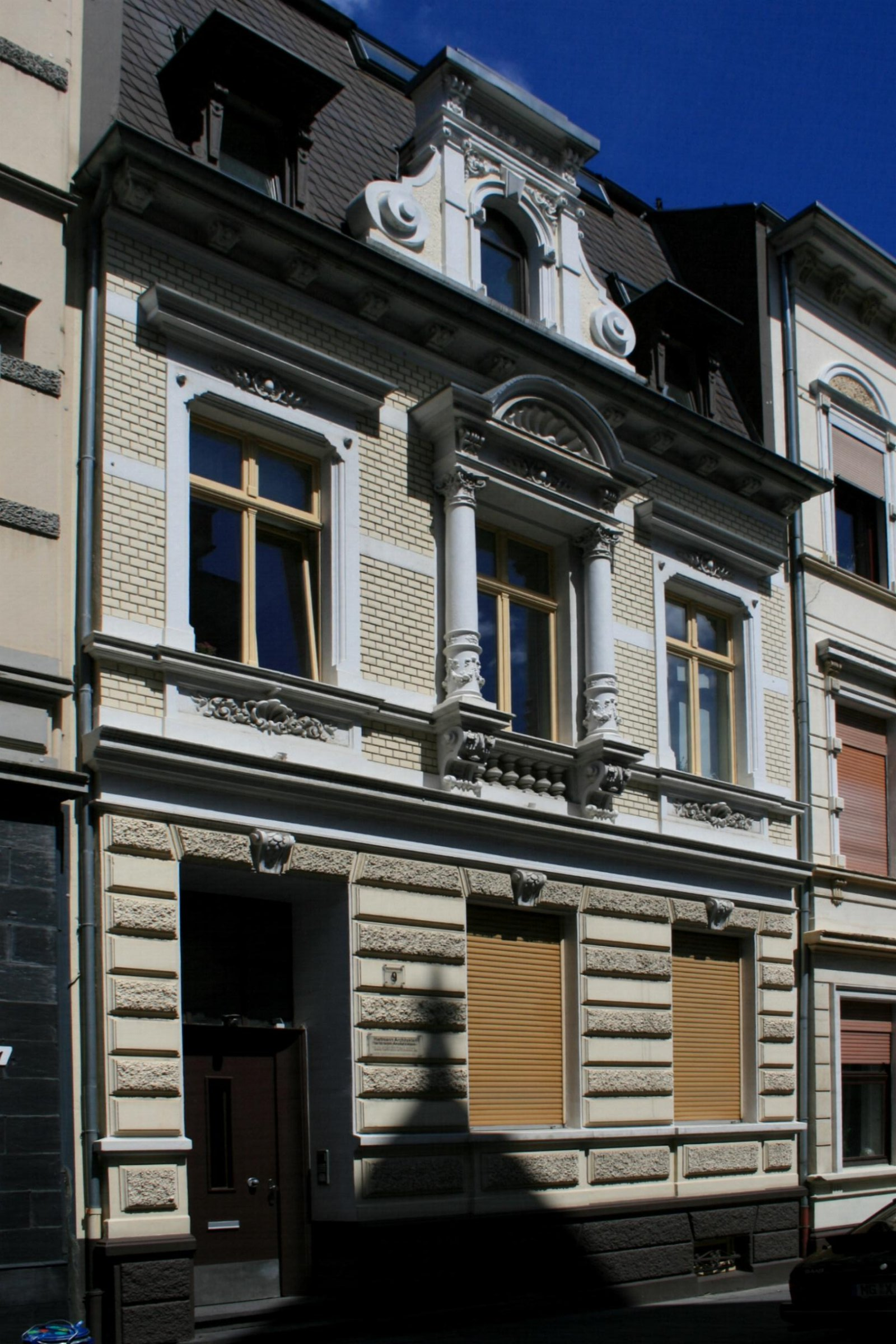
Wohnhaus (2010)

Das Wohnhaus Marienkirchstraße 9 steht im Stadtteil Eicken in Mönchengladbach (Nordrhein-Westfalen).
Das Gebäude wurde um die Jahrhundertwende  erbaut. Es wurde unter Nr. M 020 am 14. Oktober 1986 in die Denkmalliste der Stadt Mönchengladbach eingetragen.

## Architektur
Bei dem Objekt handelt es sich um ein zweigeschossiges, dreiachsiges Backsteinhaus mit verschiefertem Mansarddach. Das traufständige Haus besitzt drei Achsen und wurde um die Jahrhundertwende erbaut.